# Knights and Merchants: The Shattered Kingdom
Knights and Merchants: The Shattered Kingdom (abreviado TSK) es un juego de estrategia en tiempo real ambientado en la época medieval para Windows y Linux.
El juego fue desarrollado en 1998 por Joymania Entertainment (más tarde cambió de nombre a Joymania Development) y distribuido por TopWare Interactive. El jugador asume el papel de un capitán de guardia de un Palacio, cuya meta es llevar a los soldados y civiles a la victoria. En Reino Unido y Estados Unidos el juego no recibió una mala crítica, pero tampoco tuvo una gran recepción, pero en algunos sectores si fue muy popular. Esto generó que pronto saliera al mercado Knights and Merchants: The Peasants Rebellion. Actualmente el juego goza de una gran popularidad en los Estados Unidos y Reino Unido. 

## Resumen
Knights and Merchants: The Shattered Kingdom tiene básicamente 2 modos; modo de un jugador que consiste en un modo campaña de 20 escenarios, donde cada campaña tiene un promedio de duración entre 30 minutos a 7 horas dependiendo de la dificultad. También se puede jugar en modo multijugador utilizando IPX, TCP/IP o Módem, donde pueden participar hasta 6 jugadores y seleccionar hasta 10 mapas distintos, donde se puede escoger el elemento de combate del juego.  

## Economía
En Knights and Merchants: The Shattered Kingdom la economía es muy compleja, más que otros juegos de RTS ya que con algunos recursos base más otros recursos que encuentras, se deben combinar para crear una economía que funcione muy parecida al mundo real. Por ejemplo, para crear panes, el jugador está obligado a construir primero una granja para conseguir trigo, a continuación, un molino para obtener harina y una panadería para hornear panes hechos de harina. Los muchos recursos en el juego requieren construir una gran cantidad de edificios y dependencias a fin de utilizarlos plenamente, como la típica microgestión de los RTS.
Cada ciudadano y soldado debe alimentarse, lo que significa que se debes producir una gran cantidad de comida. No hay límite de población en el juego, en vez de eso, la cantidad de población está limitada por la cantidad de comida que se produce. Si una unidad no se alimenta por una lapso de tiempo, muere.
El aspecto cotidiano del juego es considerado una característica notable. Se pueden colocar muchas estructuras diferentes, lo que obliga al jugador a considerar dónde y cuándo poner cada estructura. Sin embargo, para los jugadores nuevos esta mayor complejidad puede conducir a un proceso de ensayo y error, pero una vez que se gana experiencia se convierte en una interesante estrategia en tiempo real sobre la economía.

## Secuelas
Knights and Merchants: The Peasants Rebellion (TPR) (2001)